# Mpongora
Mpongora är ett vattendrag i Burundi.   Det ligger i provinsen Bubanza, i den nordvästra delen av landet, 30 kilometer norr om huvudstaden Bujumbura.
I omgivningarna runt Mpongora växer i huvudsak städsegrön lövskog. Runt Mpongora är det tätbefolkat, med 286 invånare per kvadratkilometer.